# Gare d'Amécourt - Talmontier
La gare d'Amécourt - Talmontier est une gare ferroviaire française de la ligne de Saint-Denis à Dieppe située sur le territoire de la commune d'Amécourt dans le département de l'Eure en région Normandie, à proximité de la commune de Talmontiers dans le département de l'Oise en région Hauts-de-France.

## Situation ferroviaire
Établie à 78 m d'altitude, la gare d'Amécourt - Talmontier se situe au point kilométrique (PK) 80,836 de la ligne de Saint-Denis à Dieppe entre les gares de Sérifontaine et Neufmarché.

## La gare aujourd'hui
La gare ne dispose plus de personnel et n'est plus desservie par les trains.
La voie ferrée est en très mauvais état et a été fermée au trafic commercial le 19 janvier 2009 entre Gisors-Embranchement et Serqueux, les trains ne pouvant plus circuler à une vitesse supérieure à 40 km/h.  Concernée par le plan de relance gouvernemental de 2009, des études ont lieu vers 2011 afin de rénover puis rouvrir la ligne. La réouverture a lieu en 2013 mais la gare reste fermée.